# Sugako Hashida
Pour les articles homonymes, voir Iwasaki.
Sugako Hashida (橋田 寿賀子, Hashida Sugako) née Sugako Iwasaki (岩崎 壽賀子, Iwasaki Sugako) le 10 mai 1925 à Keijō (province de Chōsen lors de l'occupation de la Corée par le Japon, anciennement partie de l'empire du Japon, aujourd'hui Corée du Sud) et morte le 4 avril 2021 à Atami, est une essayiste et écrivaine japonaise pour la télévision.

## Biographie
Sugako Hashida naît à Keijō (Séoul) et suit plus tard sa mère qui rentre en métropole. Elle étudie la littérature japonaise auprès de Kan Kikuchi au Nihon Joshi Daigaku à Tokyo. À la suite de la fermeture du collège à l'époque de la Guerre du Pacifique, elle travaille pour la marine impériale japonaise.
À la fin de la guerre, elle reprend ses études à l'université Waseda et travaille alors au département des scénarios de la société de production cinématographique Shōchiku. À la suite de la fermeture des studios, elle perd son emploi en 1960 et vit les cinq années qui suivent en tant que dramaturge et auteur indépendant de nouvelles pour les magazines féminins.
En 1965 elle épouse Hiroshi Iwasaki, alors producteur auprès de la TBS. C'est sur cette chaîne qu'est diffusée Ai to Shi o Mitsumete en 1973, sa première dramatique à succès. Suivent sur la NHK des films tels que Tonari no Shibafu (1976-77), Fūfu (1979) et la série japonaise populaire Oshin. La TBS diffusent les séries Michi (1980), Onnatachi no Chuushingura (1981) et Dakazoku (1983). 
Outre plusieurs récompenses de télévision, Hashida reçoit en 1984 le prix Kan-Kikuchi. 
En 2015, elle est élue personne de mérite culturel.